# 小瓢蟲Chu!
小瓢蟲Chu!（日语： Tentōmu-Chu!）是日本女子偶像團體AKB48的一個衍生組合，7名成員全部都是由在2013年7月時仍然為AKB48及其姊妹團體SKE48、NMB48及HKT48的研究生所組成。

## 簡介
組合最初在AKB48第一次五大巨蛋巡演「AKB48 2013盛夏的巨蛋巡迴〜還有許多 不得不做的事情〜」的門票售賣期間宣布成立，然後在2013年7月20日於福岡 Yahoo!巨蛋舉行演唱會時公佈組合成員。同年7月31日，小瓢蟲Chu!在札幌巨蛋舉行公演時正式宣布組合名稱，並披露出道歌曲《只給你的Chu!Chu!Chu!》。
小瓢蟲Chu!是繼在2010年成立的小分隊「迷你裙」後，第二組所有成員均是由AKB48及其姊妹團體的研究生組成的組合，組合結成時成員平均年齡約14.7歲。

## 略歷
2013年
- 6月15日，在幕張展覽館舉行的「31st單曲《再見自由式》劇場版 發售記念大握手会」上宣布將成立小分隊，但未公佈詳情。
- 7月20日，在福岡Yahoo!巨蛋舉行的「AKB48 2013盛夏的巨蛋巡迴〜還有許多 不得不做的事情〜」演唱會上發表成員名單，但仍未公佈名稱[1]。
- 7月31日，在札幌巨蛋舉行的公演中正式宣布組合名為「小瓢蟲Chu!」，並初次披露歌曲《只給你的Chu!Chu!Chu!》[2]。歌曲其後被收錄在AKB48第33張單曲《真心電流》中。
- 10月27日，小瓢蟲Chu!主演的電視劇《女子高警察（日语：女子高警察）》開始在富士電視台播放[3]。
- 12月11日，由小瓢蟲Chu!演唱的《選擇了的彩虹》收錄了在AKB48第34張單曲《倘若在梧桐樹的路上對你說「我夢見了你的微笑」之後我們的關係會有什麼樣的變化呢、我兀自持續想了好多天最後有點難為情地得到了一個結論》的劇場盤中。

2014年
- 1月22日，由小瓢蟲Chu!演唱的《微笑捉迷藏》收錄在AKB48第5張專輯《未來軌跡》的Type-B中。
- 4月14日，小瓢蟲Chu!所主演的新綜藝節目《小瓢蟲Chu!的讓全世界都迷上宣言！》開始在日本電視台播放，是組合的首個冠名節目[4]。
- 4月28日，開始在節目「小瓢蟲Chu!的讓全世界都迷上宣言！」中加插由成員配音的兩至三分鐘短篇動畫「小瓢蟲Chu!的小蜜蜂物語」（てんとうむChu！物語　みつばちハッチ (仮)），成員在動畫中分別化為（Makochu，小嶋）、（Mikichu，西野）、（Nanachu，岡田）、（Uhachu，北川）、（Nagichu，澀谷）、（Meruchu，田島）和（Miochu，朝長），是她們首次嘗試配音工作[5]。

## 成員
| 姓名     | 讀音            | 暱稱     | 所屬團體 | 出生日期      | 出身地   | 代表顏色 |
| -------- | --------------- | -------- | -------- | ------------- | -------- | -------- |
| 小嶋真子 | Kojima Mako     | Kojimako | 原AKB48  | 1997年5月30日 | 東京都   | 紅色     |
| 西野未姫 | Nishino Miki    | Mikichan | 原AKB48  | 1999年4月4日  | 靜岡縣   | 黃色     |
| 岡田奈奈 | Okada Nana      | Naachan  | 原AKB48  | 1997年11月7日 | 神奈川縣 | 天藍色   |
| 北川綾巴 | Kitagawa Ryouha | Uha      | 原SKE48  | 1998年10月9日 | 愛知縣   | 綠色     |
| 澀谷凪咲 | Shibuya Nagisa  | Nagisa   | 原NMB48  | 1996年8月25日 | 大阪府   | 深藍色   |
| 田島芽瑠 | Tashima Meru    | Meru     | 原HKT48  | 2000年1月7日  | 福岡縣   | 橘色     |
| 朝長美櫻 | Tomonaga Mio    | Mio      | 原HKT48  | 1998年5月17日 | 福岡縣   | 粉紅色   |

## 音樂作品
與大部分AKB48集團的衍生團體都擁有獨自發行的唱片作品不大相同的是，小瓢蟲Chu!主要的歌曲作品都是依附在AKB48的唱片發行之下，以單曲唱片的B面曲或專輯唱片的收錄曲等方式發表。
| 發行日期        | 歌曲名稱                      | 收錄於                                      | 收錄於          | MV | 附註                                                                                                   |
| --------------- | ----------------------------- | ------------------------------------------- | --------------- | -- | --- |
| 2013年 10月30日 | 《只給你的Chu!Chu!Chu!》 （君だけにChu!Chu!Chu!） | AKB48第33張單曲 《真心電流》 （ハート・エレキ）           | Type-B          | 有 | 富士電視台電視連續劇《女子高警察》第1至第8集主題曲                                                     |
| 2013年 12月11日 | 《選擇吧彩虹》 （選んでレインボー）           | AKB48第34張單曲 《倘若在梧桐樹什麼的》 （鈴懸なんちゃら） | 劇場盤          | 無 | 富士電視台電視連續劇《女子高警察》第9至第17集主題曲                                                    |
| 2014年 1月22日  | 《微笑捉迷藏》 （スマイル神隠し）           | AKB48第5張專輯 《未來軌跡》 （次の足跡）            | Type-B          | 無 | 大江戶溫泉物語集團電視廣告企畫「靠溫泉恢復日本的元氣」（温泉で、ニッポンに元気を）系列「夕食物語」和「宿泊物語」兩篇的廣告配樂 |
| 2015年 3月4日   | 《初戀的雄蕊》 （初恋のおしべ）           | AKB48第39張單曲 《Green Flash》             | 劇場盤          | 無 | 以「小瓢蟲Chu!&獨角仙Chu!」的名義，由10名成員共同錄製                                                  |
| 2015年 5月20日  | 《「男生」列入研究對象》 （“ダンシ”は研究対象） | AKB48第40張單曲 《我們不戰鬥》 （僕たちは戦わない）         | Type-A          | 有 | 小瓢蟲Chu!第二首有MV的歌曲                                                                             |
| 2015年 11月18日 | 《小瓢蟲Chu!尋覓!》 （てんとうむChu!を探せ!）      | AKB48第7張專輯 《0與1之間》 （0と1の間）            | THEATER EDITION | 無 | |
| 2016年 11月16日 | 《清純疲勞》 （清純タイアド）             | AKB48第46張單曲 《High Tension》 （ハイテンション）       | Type-E          | 有 | 小瓢蟲Chu!第三首有MV的歌曲                                                                             |

## 媒體演出
電視節目
- 《女子高警察（日语：女子高警察）》（2013年10月27日－2014年3月16日、富士電視台每週日深夜 24:55－25:10）
- 《小瓢蟲Chu!的讓全世界都迷上宣言！》（2014年4月14日－、日本電視台每週一深夜 24:29－24:59）[7]

## 抄襲衍生團體
由AKB48集團研究生所組成的小瓢蟲Chu!，擁有數個模仿惡搞的衍生團體，但與一般AKB48相關的模仿團體大都是由外人所組成的狀況不同，模仿小瓢蟲Chu!而出現的「芋蟲Chu!」（いもむChu!）與「獨角仙Chu!」（かぶとむChu!）全都是由AKB48集團自己的成員所組成的非官方團體。
其中，「芋蟲Chu!」是一個由冨吉明日香、駒田京伽、後藤泉、坂口理子與谷真理佳等五名在綜藝與主持能力方面表現優秀的HKT48二期研究生所組成的非官方團體。由於經常作為HKT48公演或演唱會中場對話時間時的搞笑話題而小有名氣，團體內的其他成員們也經常用芋蟲Chu!的名字稱呼這幾位成員。至於「獨角仙Chu!」則是由AKB48的6名14期研究生中，3名未能入選小瓢蟲Chu!的成員內山奈月、橋本耀與前田美月所組成，是個有點自我嘲諷意味、但聲稱要作為小瓢蟲Chu!的對手而活動的非官方小分隊。
原本只是成員間因為有趣而私自成立的這些衍生團體，在經過一段時間的自我宣傳後也獲得AKB48經營團隊的注意。例如在全集團於2014年8月初所舉行的大型歌迷互動活動「AKB48夏祭」中，就找來了小瓢蟲Chu!與兩個惡搞衍生團體，共同登台進行稱為「蟲蟲對決」（むちゅ対決！）的節目單元，而在歌迷間掀起一些話題。另外，在AKB48第39張單曲《Green Flash》的劇場盤版本中所收錄的搭配B面曲《初戀的雄蕊》（初恋のおしべ），則是由小瓢蟲Chu!與獨角仙Chu!共同演唱錄製，是AKB48集團中少數非官方自組的小團體登上正式出版唱片作品的紀錄。

## 外部連結
- AKB48官方網站 （页面存档备份，存于）